# Сєверний (Сарапульський район)
Сє́верний (рос. Северный) — село в Сарапульському районі Удмуртії, Росія.
Урбаноніми:
- вулиці — 8 березня, Дружби, Жовтнева, Лісова, Лучна, Набережна, Нагірна

## Населення
Населення становить 2064 особи (2010, 2147 у 2002).
Національний склад (2002):
- росіяни — 81 %